# U lavljem kavezu (1919.)
U lavljem kavezu je bio hrvatski igrani film iz 1919. redatelja Arnošta Grunda, u produkciji Croatia filma.

## Vanjske poveznice
- Hrvatski filmski savez  Arhivirana inačica izvorne stranice od 21. srpnja 2011. (Wayback Machine) Povijest hrvatskog filma